# دوري الدرجة الأولى الأرجنتيني 1911
دوري الدرجة الأولى الأرجنتيني 1911 (بالإسبانية: Campeonato de Primera División 1911)‏ هو الموسم 20 من دوري الدرجة الأولى الأرجنتيني. أشرف على تنظيمه اتحاد الأرجنتين لكرة القدم، وكان عدد الأندية المشاركة فيه 9، وفاز فيه Alumni Athletic Club ‏.